# Geranomyia semistriata
Geranomyia semistriata är en tvåvingeart som beskrevs av Enrico Adelelmo Brunetti 1911. Geranomyia semistriata ingår i släktet Geranomyia och familjen småharkrankar. Inga underarter finns listade i Catalogue of Life.